# Соларография

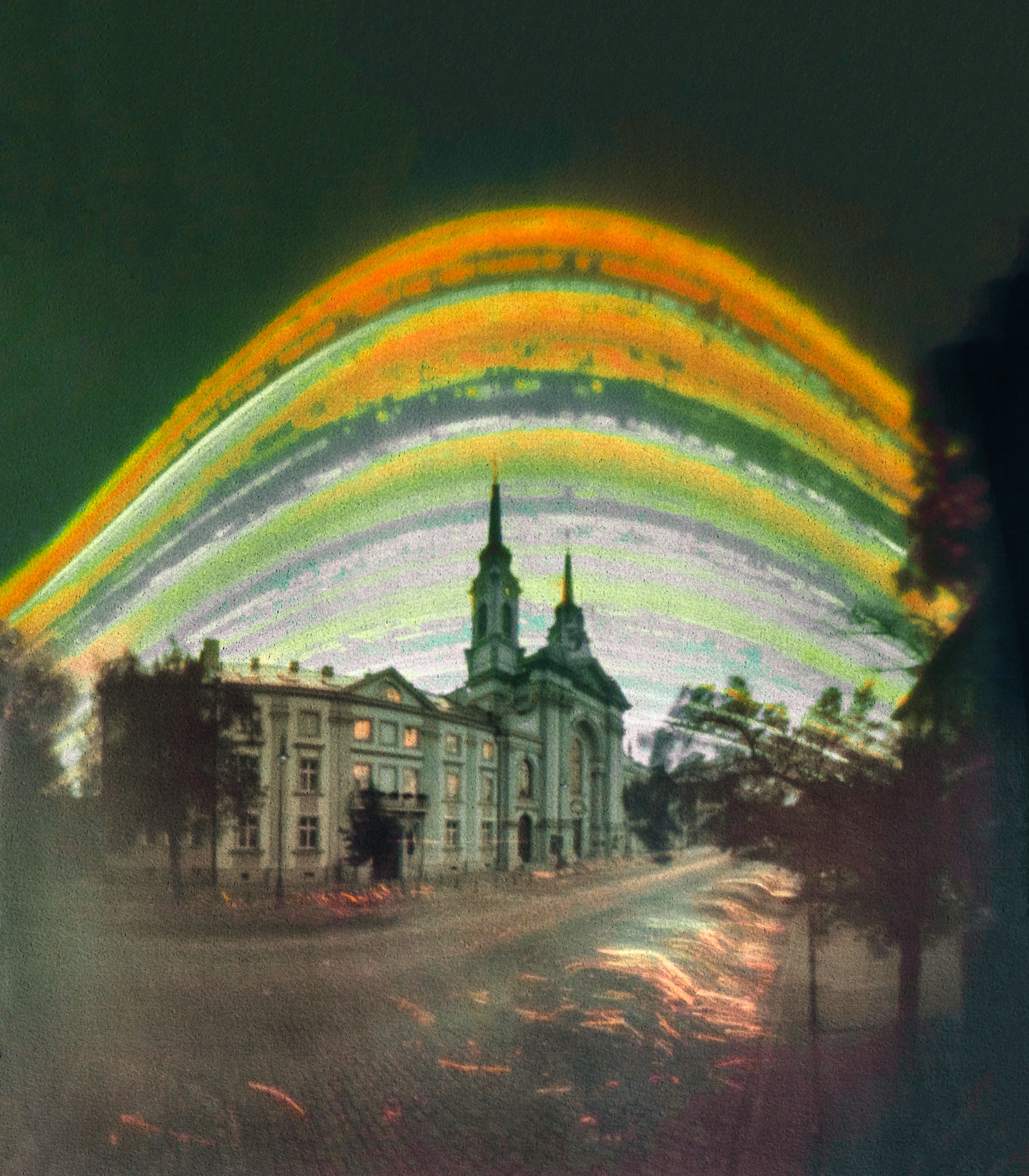
Собор Войска Польского в Варшаве.

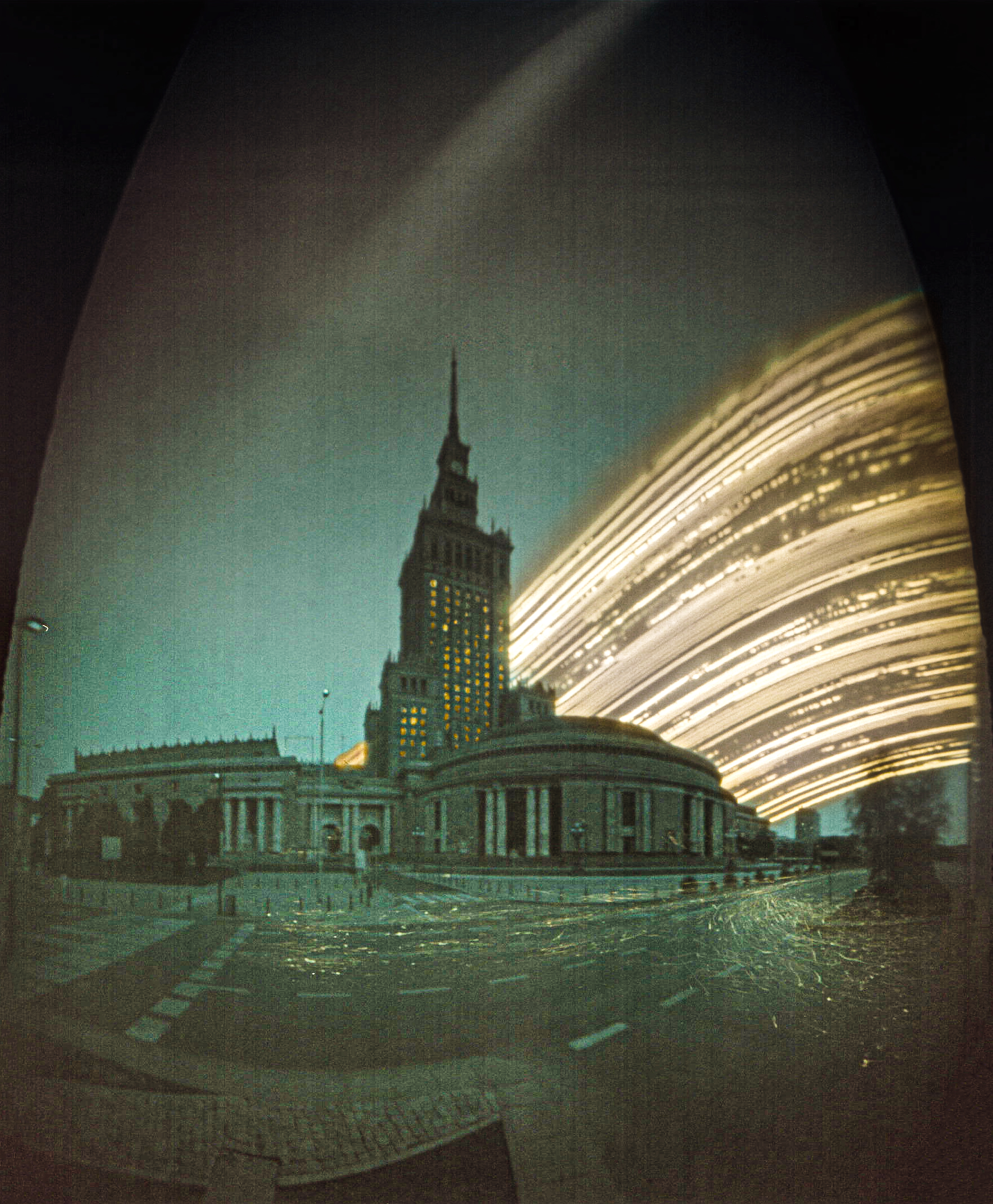
Дворец культуры и науки в Варшаве.

Соларография (солярография, соларграфия, солариграфия, солография) — техника создания фотографий с использованием стенопа. Соларография характеризуется большим (доходящим до нескольких лет) временем выдержки. Датой возникновения этой техники считается 1999 год, когда фотографы Славомир Децик и Павел Кула (Польша) и Диего Лопес Калвин (Испания) провели опыты по самопроявке фотобумаги.

## Описание
Из-за большой выдержки единственным движущимся объектом, который фиксируется на бумаге, является Солнце. На снимках отображаются солнечные треки, длина и характер которых зависят от высоты солнца над горизонтом и облачности.
Техника характеризуется простотой используемого оборудования. Так, стенопы часто создаются любителями из подручных средств (алюминиевые банки из-под напитков, жестяные коробки и т. д.). При длительном воздействии света засвеченные участки фотобумаги темнеют, поэтому становится ненужной обработка фотоматериалов.
Камера закрепляется на неподвижном основании рядом с фиксируемым объектом так, чтобы не подвергаться действию влаги, быть недоступной для людей и животных и т. д..
Даже на чёрно-белой фотобумаге изображение получается цветным, что, однако, связано не с реальными цветами попавших в кадр объектов, а оптическими свойствами коллоидных частиц серебра, входящих в состав фотоэмульсии. Полученное изображение является нестойким, так как под действием света фотобумага темнеет, поэтому его нужно отсканировать на сканере или переснять цифровым фотоаппаратом.
Создателями техники поддерживается сайт международного проекта «The Global Art Project of Pinhole Solargraphy».
В июле 2024 года в Старой Ладоге (Ленинградская область) прошла выставка соларографии